# Myrmecocephalus sculpturatus
Myrmecocephalus sculpturatus är en skalbaggsart som beskrevs av Hoebeke 1985. Myrmecocephalus sculpturatus ingår i släktet Myrmecocephalus och familjen kortvingar. Inga underarter finns listade i Catalogue of Life.